# Evangelio de Matías
El Evangelio de Matías es un texto perdido entre los apócrifos del Nuevo Testamento, atribuido a Matías, el apóstol elegido para suceder a Judas Iscariote (Hechos 1: 15-26). Ciertos estudiosos creen que este apócrifo corresponde al libro Tradiciones de Matías.